# Szent Mihály és Gábriel arkangyalok fatemplom (Libaton)
A libatoni Szent Mihály és Gábriel arkangyalok fatemplom műemlékké nyilvánított épület Romániában, Máramaros megyében. A romániai műemlékek jegyzékében az  MM-II-m-A-04596 sorszámon szerepel.